# Stadtpfarrkirche Mariä Heimsuchung (Meersburg)

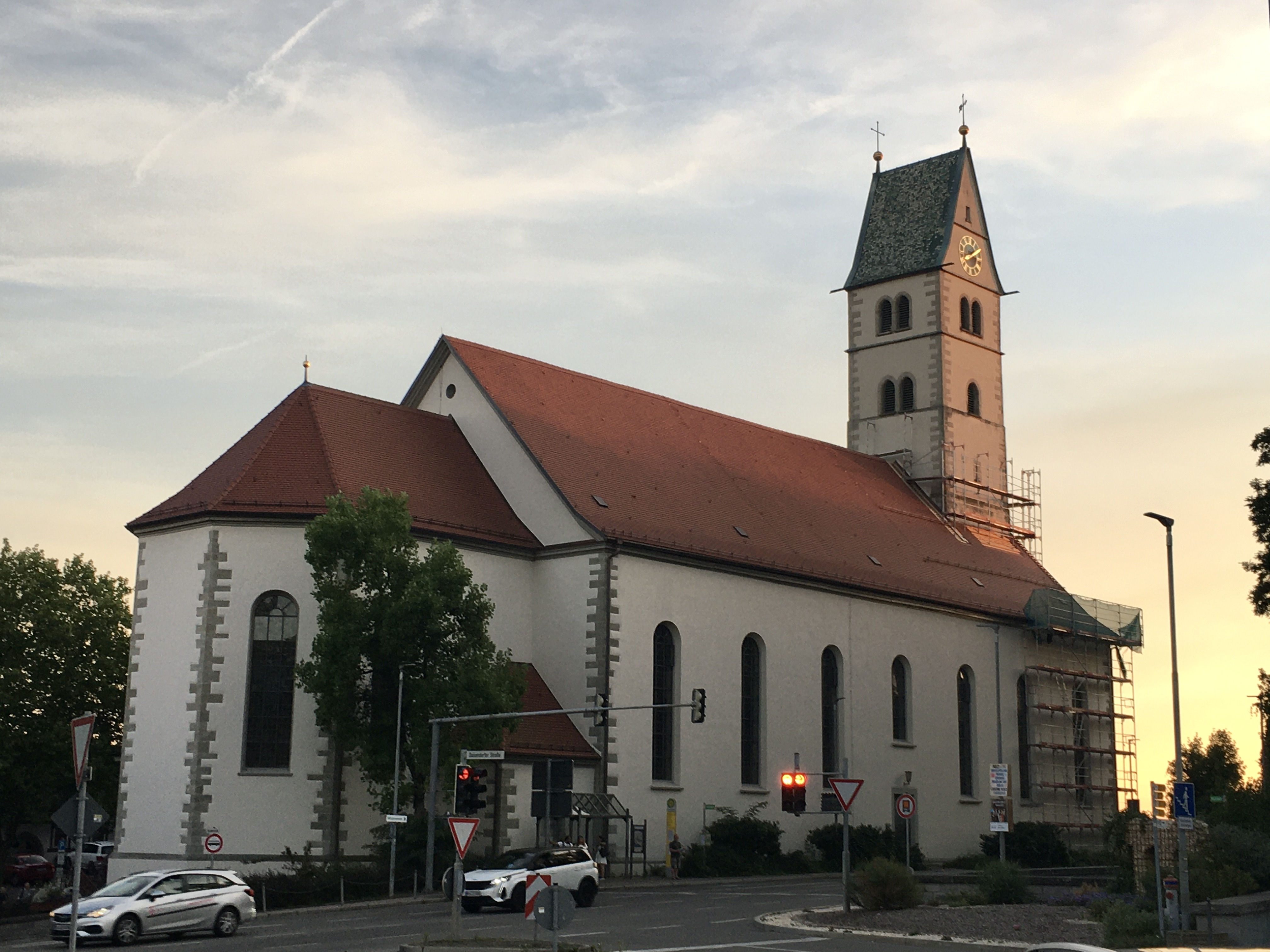
Stadtpfarrkirche Mariä Heimsuchung

Die Stadtpfarrkirche Mariä Heimsuchung ist ein römisch-katholisches Kirchengebäude in Meersburg am Bodensee. Die Kirche befindet sich im Norden der Altstadt, an der Stettener Straße. Zusammen mit der Pfarrei St. Martin in Seefelden und mit St. Jodokus in Immenstaad bildet die Pfarrei die Seelsorgeeinheit Meersburg im Dekanat Linzgau (Region Bodensee/Hohenzollern) im Erzbistum Freiburg. Ihr sind die Wallfahrtskirche Maria zum Berge Karmel in Baitenhausen sowie die Kapellen St. Martin in Daisendorf und St. Peter und Paul in Stetten als Filialkirchen angegliedert.

## Geschichte
Schon im 13. Jahrhundert ist in Meersburg ein Kirchengebäude bezeugt. In diese Zeit ist auch die Entstehung des unteren Turmgeschosses einzuordnen. 1824 wurde die Kirche abgebrochen, der Turm blieb stehen. Vermutlich bis dahin war der Friedhof um die Kirche gelegen – einige in die Wand des Parkplatzes eingelassene Grabsteine zeugen hiervon. Das neue Kirchengebäude konnte 1833 fertiggestellt werden.
In den Jahren 2001 bis 2003 wurde eine grundlegende Innenrenovation mit teilweisen Umgestaltungen vorgenommen. Zelebrationsaltar, Ambo und die Sedilien wurden als Einheit neu geschaffen. Auch wurde das gleichfalls neu geschaffene Taufbecken in die Kirchenmitte verlegt.

## Bauwerk

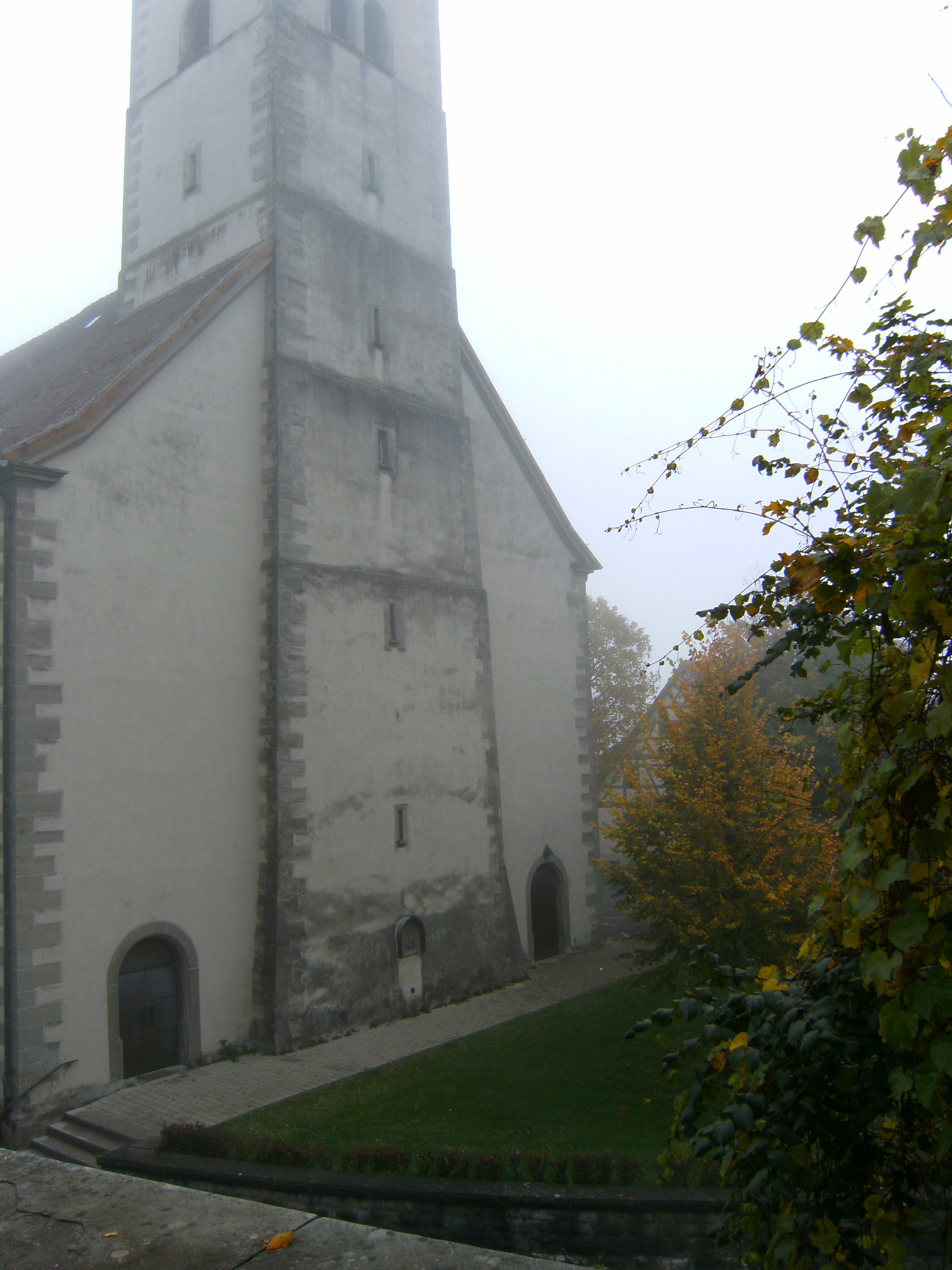
Turmschaft der Stadtpfarrkirche

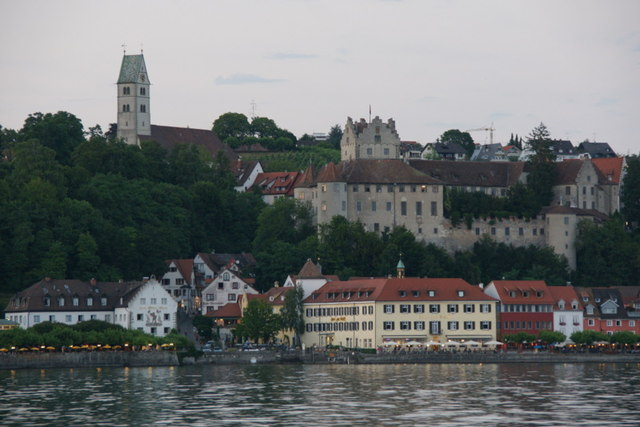
Stadtpfarrkirche im Stadtensemble

Das Kirchengebäude besteht baugeschichtlich aus zwei Teilen: Zum einen dem Glockenturm, der einmal Teil der mittelalterlichen Stadtbefestigung war, und zum anderen dem Kirchenschiff, das im Jahre 1833 fertiggestellt wurde – als Ersatz für einen Vorgängerbau, der im Jahre 1824 abgerissen wurde. Der Turm im Westen ist fast ganz in das Kirchenschiff eingeschnitten. Im Osten des Langhauses schließt sich ein eingezogener Chor mit Fünfachtelschluss an. Langhaus und Turm sind mit einem Satteldach bedeckt, das vom Turm quer zur Firstrichtung des Kirchenschiffs.

## Innenraum

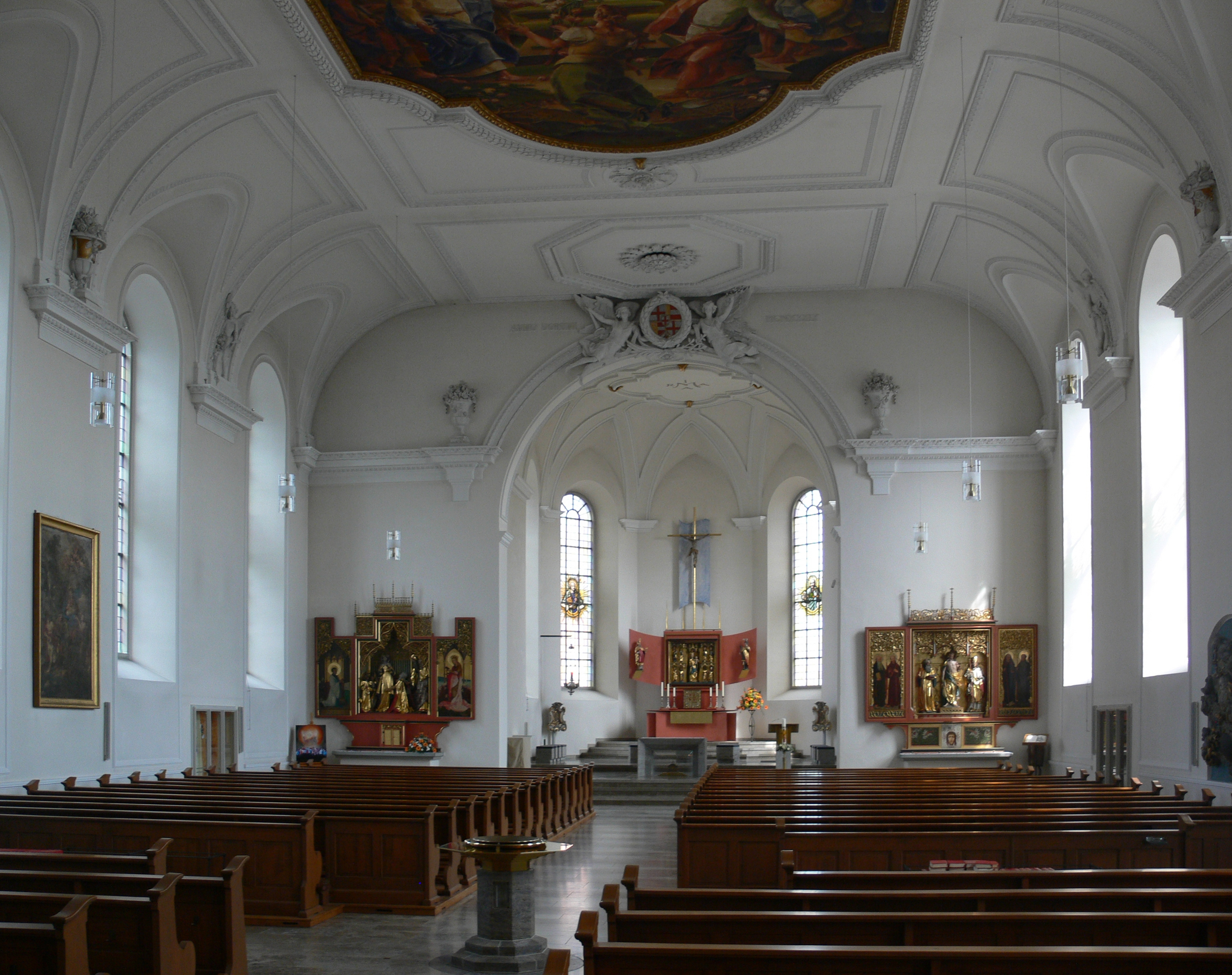
Innenraum

Der Kirchenraum ist im klassizistischen sogenannten „Weinbrenner-Stil“ erbaut. Die Decken wurden in den Jahren 1939 und 1940 gestaltet – mit einem großen Deckenbild im Stil und nach dem Zeitgeist der späten 30er Jahre.

### Ausstattung
Der Hochaltar besteht zum Teil aus einem spätgotischen Schrein aus dem 15. Jahrhundert. Dieser Mittelteil wurde in der Nähe von Weimar geschaffen und kam erst im Jahre 2002 nach Meersburg. Er zeigt die Gottesmutter Maria mit dem Jesuskind, umgeben von verschiedenen Heiligen. Auf den beiden angedeuteten Außenflügeln sind die beiden Patrone des früheren Bistums Konstanz, der hl. (Bischof) Konrad und der hl. Pelagius dargestellt.
Die beiden Seitenaltäre wurden im Jahre 1899 von der Kunstwerkstätte Mezger (Überlingen) geschaffen.
- Der linke Seitenaltar zeigt eine szenische Darstellung des Kirchenpatroziniums „Mariä Heimsuchung“, die Begegnung der schwangeren Maria mit Elisabeth; dargestellt sind zudem Zacharias, der Mann von Elisabeth, sowie zwei Engel neben der Gottesmutter, auf deren Flügel die Heiligen Aloisius von Gonganza und Agnes gemalt sind.
- Der rechte Seitenaltar ist dem hl. Sebastian gewidmet, der in der Mitte des Retabels gezeigt ist. Neben ihm sind die Heiligen Gallus und Bonifatius, Benedikt, Franziskus, Otmar und Fridolin dargestellt.

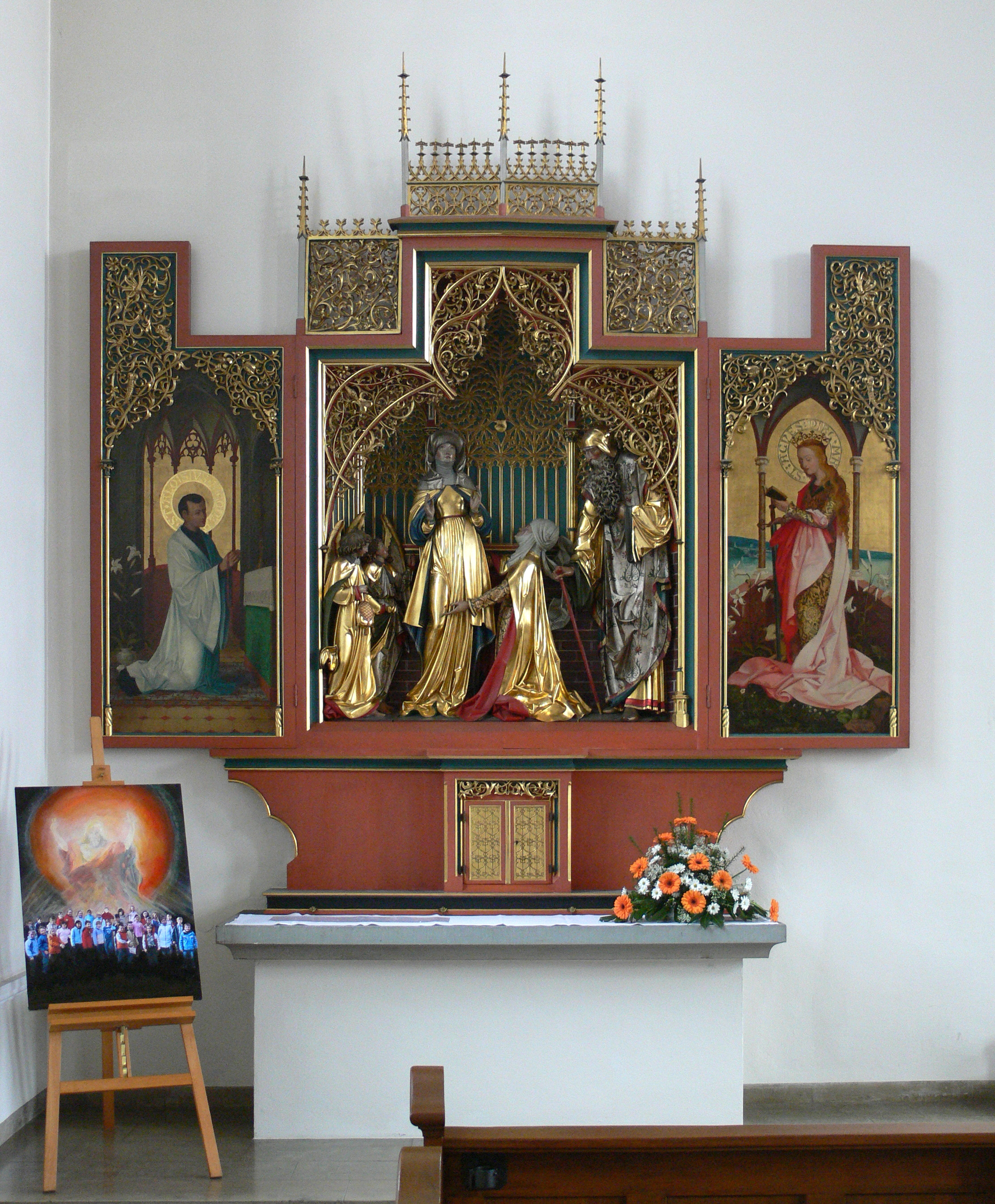
Linker Seitenaltar
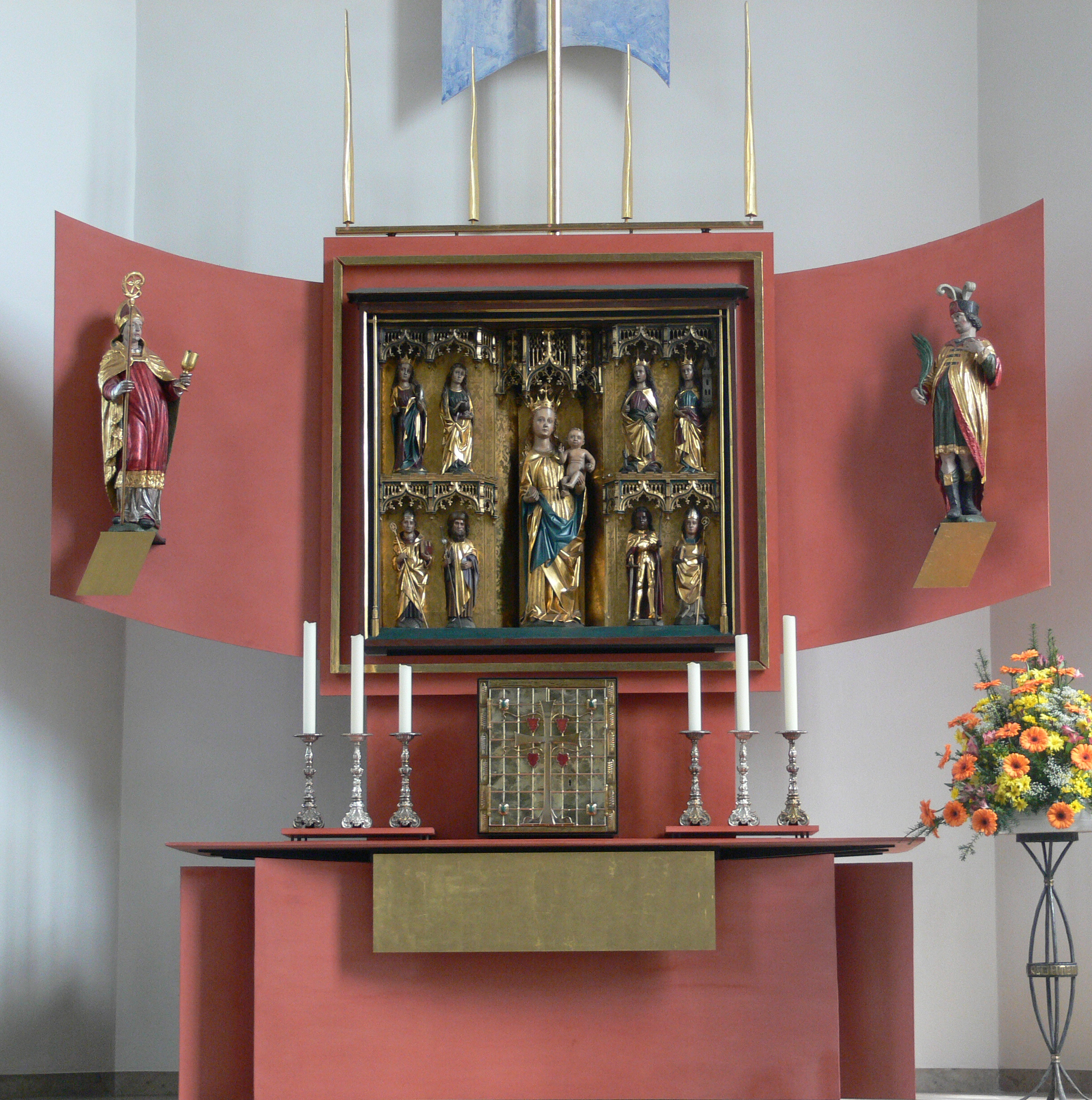
Hochaltar
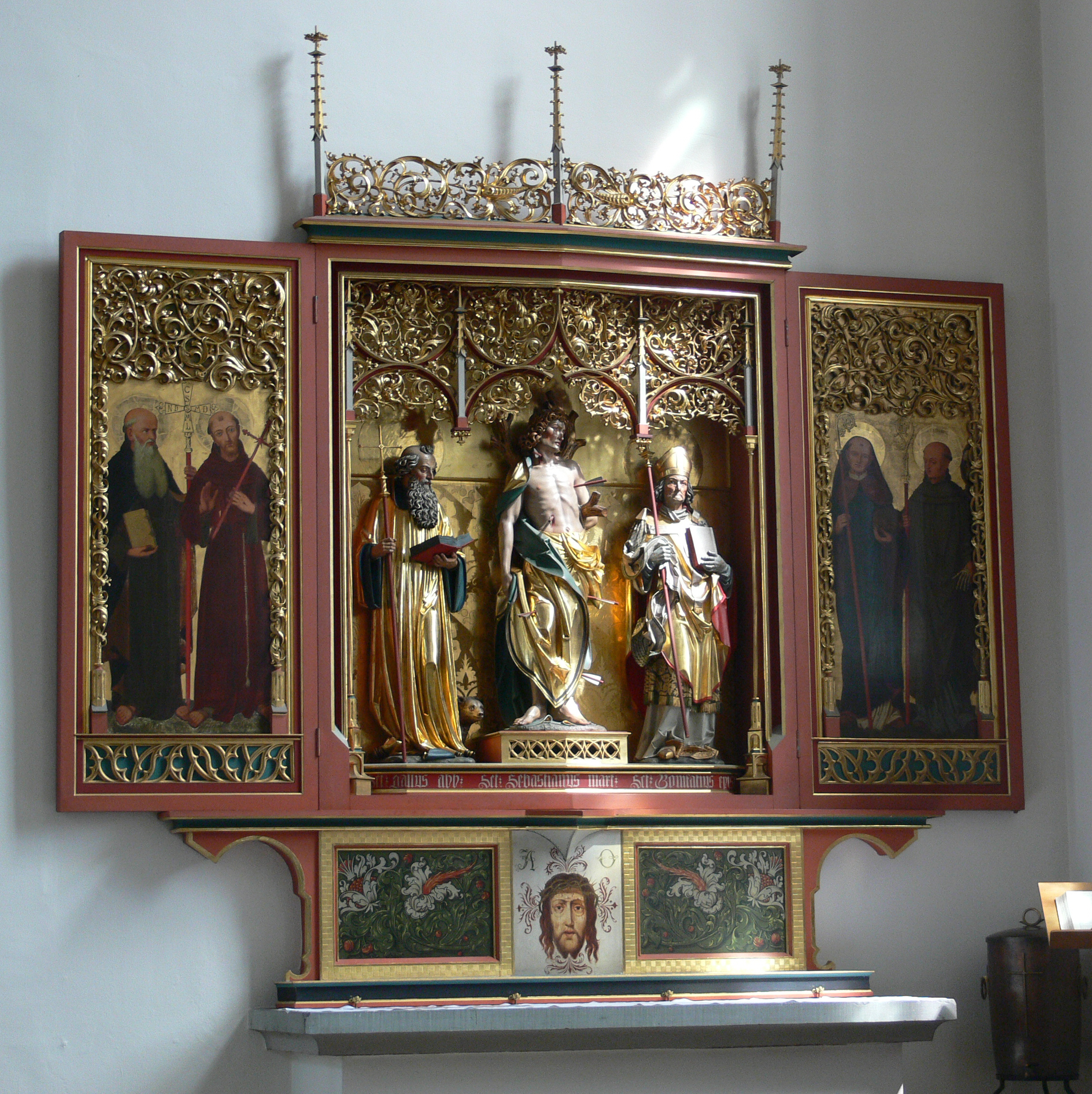
Rechter Seitenaltar

Trotz der vergleichsweise spärlichen Ausstattung sind weitere Kunstwerke von Bedeutung:
- An der Nordwand befindet sich ein Gemälde des Malers Christoph Storer (1611–1671) aus Konstanz. Es zeigt „Flucht nach Ägypten“.
- Über den Türen der Seiteneingänge finden sich zwei barocke Büsten, die 1749 von D.H. Herberger geschaffen wurden. Sie zeigen den hl. Petrus und den hl. Paulus.
- Unter der Orgelempore befindet sich eine Statue der schmerzhaften Muttergottes mit dem toten Sohn in den Armen, 1920 geschaffen von der Kunstwerkstätte Mezger, Überlingen.
- Der Kreuzweg im hinteren Bereich der Kirche stammt von dem Maler Hans Breinlinger aus Konstanz (gest. 1963).
- Neben dem südlichen Seiteneingang erinnert eine Tafel an die in der „alten“ Meersburger Kirche beigesetzten Fürstbischöfe. Daneben befindet sich ein Epitaph des Künstlers Domenikus Hermengild Herberger (Immenstaad). Es erinnert an Freiherrn Balbach von Castell (gestorben 1754).

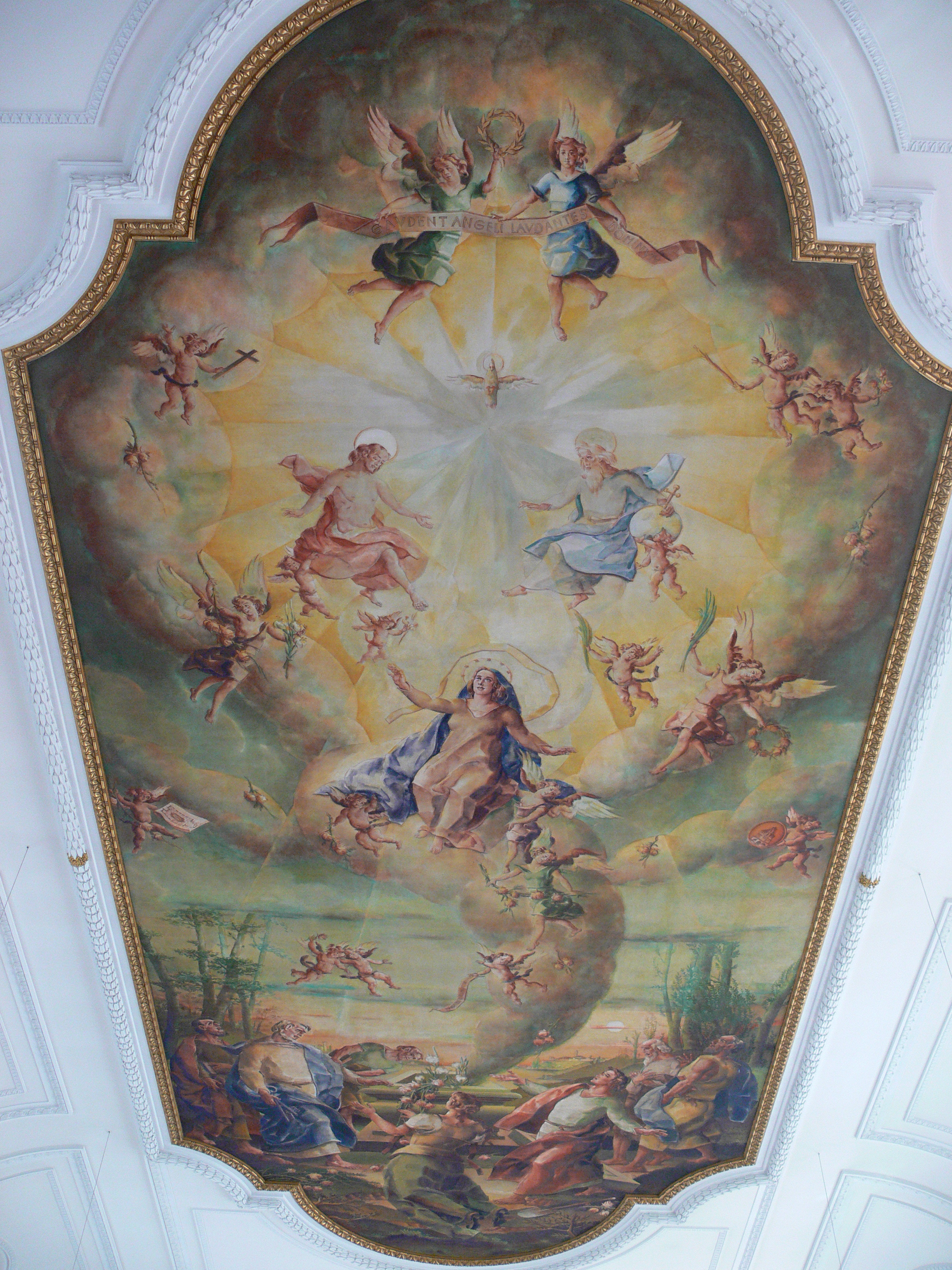
Deckengemälde
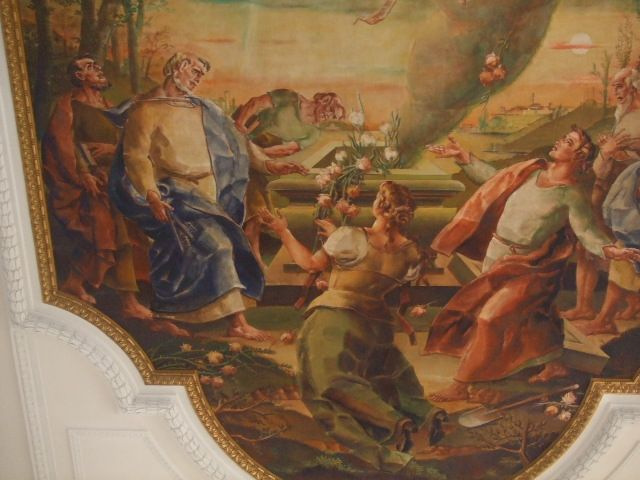
Deckengemälde, Detail
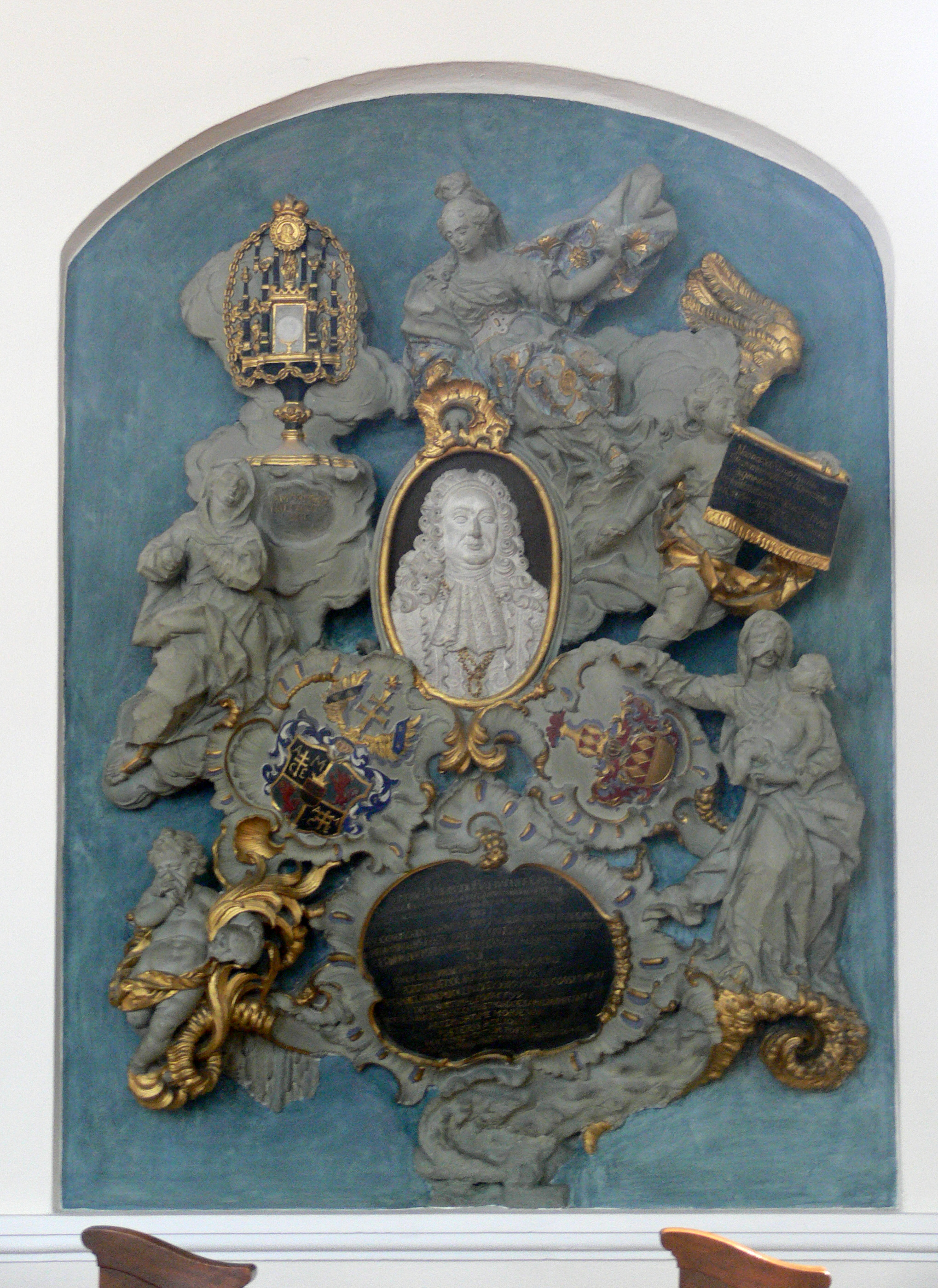
Epitaph Friedrich Willibald Balbach von Gastel

### Orgel
Die Orgel wurde 2014 durch den Orgelbauer Josef Maier (Hergensweiler) technisch neu erbaut. Das Pfeifenmaterial stammt überwiegend aus der Vorgängerorgel, die 1972 von dem Orgelbauer Eugen Pfaff (Überlingen) mit 29 Registern auf zwei Manualen und Pedal im neobarocken Stil erbaut worden war. 24 Register wurden aus diesem Instrument übernommen, und bilden als Rückpositiv und Hauptwerk den barocken Kern des Instruments. Erweitert wurde die Disposition um 12 Register, die maßgeblich in einem dritten Manualwerk als Schwellwerk untergebracht wurden. Dieses „Récit expressif“ soll die Darbietung romantischer Orgelliteratur ermöglichen. Im Interesse eines besseren Bassfundaments wurden im Hauptwerk und Pedal jeweils ein 16'-Register hinzugefügt, und im Pedal zusätzlich ein 32'-Register. Spieltisch, Gehäuse, Windanlage und die gesamte Trakturanlage wurden neu erbaut; zusätzlich wurde die Orgel mit einer elektronischen Setzeranlage ausgestattet. Das Instrument hat heute 36 Register auf drei Manualwerken und Pedal.

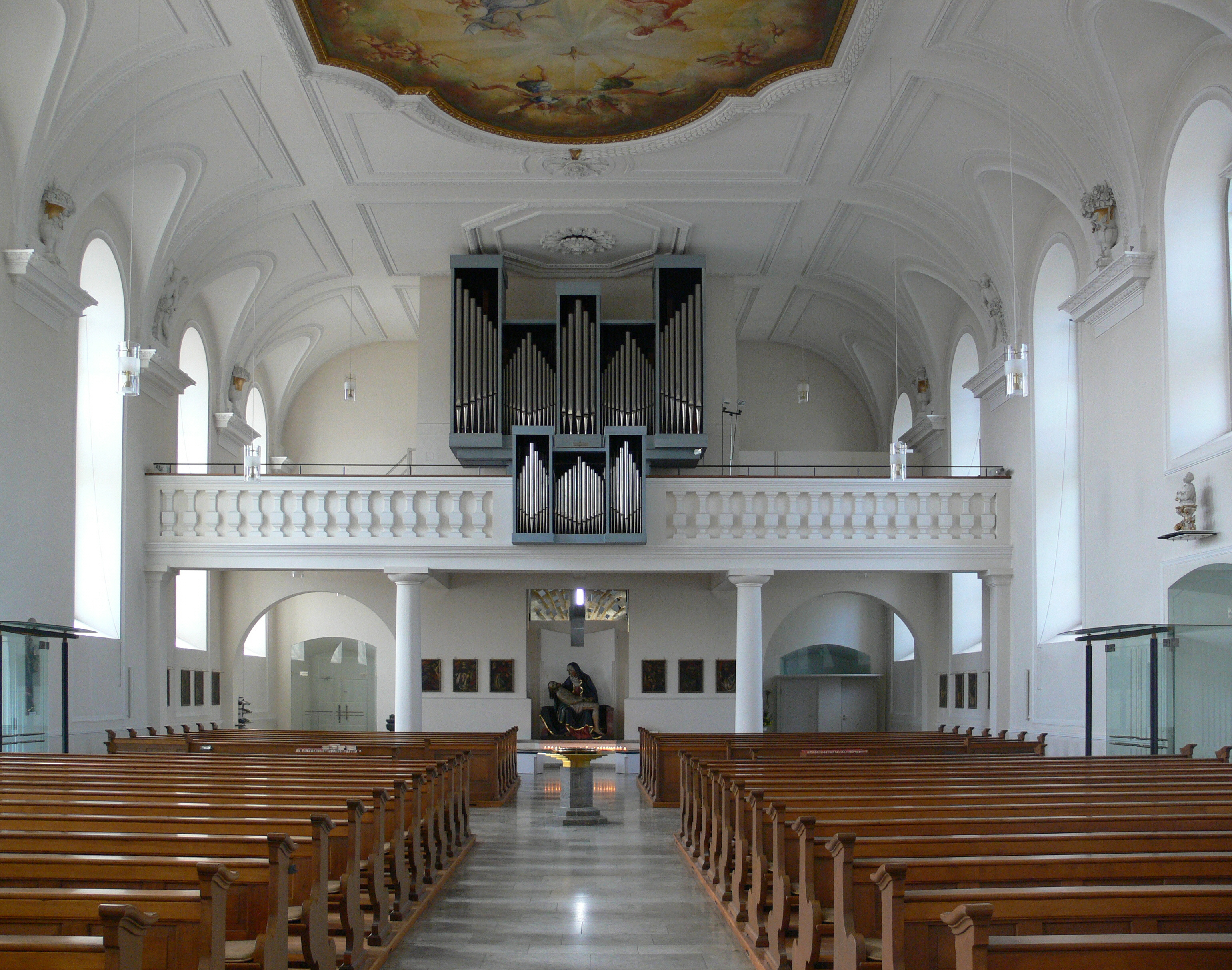
Blick auf die Orgel (bis 2013)
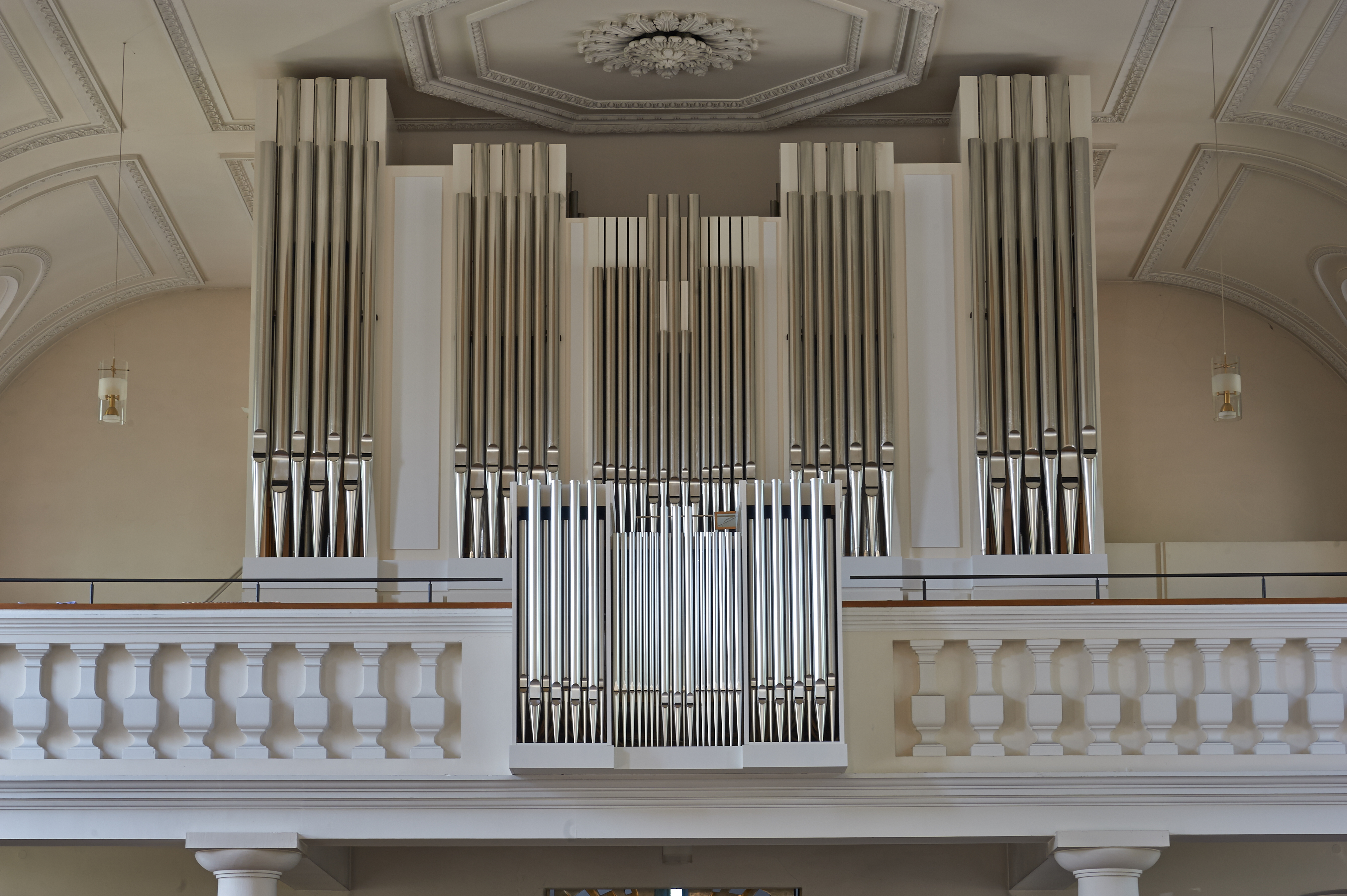
Blick auf die Maier-Orgel von 2014

| I Rückpositiv C–g3 |                |        |
| 01.                | Holzgedeckt    | 8′     |
| 02.                | Salicional     | 8′     |
| 03.                | Praestant      | 4′     |
| 04.                | Flauto dolce 0 | 4′     |
| 05.                | Quinte         | 2 ⁄3′  |
| 06.                | Octave         | 2′     |
| 07.                | Terz           | 1 3⁄5′ |
| 08.                | Larigot        | 1 ⁄3′  |
| 09.                | Scharff III    | 1′     |
| 10.                | Cromorne       | 8′     |
|                    | Tremulant      |        |

| II Hauptwerk C–g3 |               |        |     |
| 11.               | Bordun        | 16′    | (n) |
| 12.               | Principal     | 08′    |     |
| 13.               | Holzflöte     | 08′    |     |
| 14.               | Gamba         | 08′    |     |
| 15.               | Voce umana    | 08′    | (n) |
| 16.               | Octave        | 04′    |     |
| 17.               | Spitzflöte    | 04′    |     |
| 18.               | Quinte        | 02 ⁄3′ |     |
| 19.               | Superoctave 0 | 02′    |     |
| 20.               | Mixtur IV     | 01 ⁄3′ |     |
| 21.               | Fagott        | 16′    |     |
| 22.               | Trompete      | 08′    |     |

| III Récit expressif C–g3 |                 |      |     |
| 23.                      | Rohrflöte       | 8′   | (n) |
| 24.                      | Dolce           | 8′   | (n) |
| 25.                      | Schwebung       | 8′   | (n) |
| 26.                      | Cornett V       | 8′   | (n) |
| 27.                      | Spillflöte      | 4′ 0 | (n) |
| 28.                      | Schalmey-Oboe 0 | 8′   | (n) |
|                          | Tremulant       |      | (n) |

| Pedal C–f1 |              |       |     |
| 29.        | Untersatz    | 32′   | (n) |
| 30.        | Principal    | 16′   | (n) |
| 31.        | Subbass      | 16′   |     |
| 32.        | Octavbass    | 08′   |     |
| 33.        | Gemshorn     | 08′   |     |
| 34.        | Choralbass 0 | 04′ 0 |     |
| 35.        | Posaune      | 16′   |     |
| 36.        | Trompete     | 08′   |     |

- Koppeln: I/II, III/I, IIII/II, III/III (Suboktavkoppel), I/P, II/P, III/P
- Anmerkung

(n) = Neues Register (2014)

## Glocken
Im Turm der Kirche hängt ein sechsstimmiges Glockengeläut: Vier historische Bronzeglocken werden durch zwei Exemplare aus dem 20. Jahrhundert ergänzt.
| Glocke | Gussjahr | Gießer, Gussort             | Durchmesser | Gewicht | Schlagton |
| ------ | -------- | --------------------------- | ----------- | ------- | --------- |
| 1      | 1953     | F. W. Schilling, Heidelberg | 1550 mm     | 2700 kg | c′+6      |
| 2      | 1625     | L. Ernst, Lindau            | 1160 mm     | 950 kg  | e′-1      |
| 3      | 1999     | Karlsruher Glockengießerei  | 1046 mm     | 848 kg  | g′+8      |
| 4      | 1508     | N. Oberacer, Konstanz       | 975 mm      | 700 kg  | a′+11     |
| 5      | 1721     | L. Rosenlächer, Konstanz    | 730 mm      | 300 kg  | c″+8      |
| 6      | 1600     | J. Gesus, Konstanz          | 600 mm      | 150 kg  | g″+4      |